# Parafia Królowej Apostołów w Rybniku
Parafia Królowej Apostołów w Rybniku – rzymskokatolicka parafia w dekanacie Rybnik w archidiecezji katowickiej.

## Historia parafii
Nad parafią Królowej Apostołów pieczę sprawują ojcowie z Misyjnego Zgromadzenia Słowa Bożego, zwani także werbistami (od łac. nazwy Societas Verbi Divini). Placówka w Rybniku jest jedną z trzynastu takich placówek w Polsce.
Historia parafii w Rybniku rozpoczyna się 3 stycznia 1922, kiedy to zostaje erygowany i oddany do działalności jeden z pierwszych domów Ojców Werbistów w odrodzonej Polsce. Początkowo miał być tylko miejscem redakcji misyjnych czasopism wydawanych przez zgromadzenie. Pierwszym jego rektorem został o. Teodor Sąsała. Jego następca, o. Puchała, razem z o. S. Drobnym, aby zapewnić utrzymanie placówce, powołał do istnienia specjalną spółkę pod nazwą: „Katolicka Drukarnia i Księgarnia Misyjna w Rybniku”. Wraz z nią powstała biblioteka wydawnictw dotyczących Śląska pod nazwą „Silesiaca” oraz pierwsze Muzeum Misyjne w Polsce.
Po II Wojnie Światowej charakter placówki zmienił się. Zamknięte zostało seminarium, biblioteka, oraz muzeum, a praca Werbistów koncentrowała się już tylko na duszpasterstwie. Wtedy to zrodziła się myśl utworzenia nowej jednostki duszpasterskiej. Starania te uwieńczono powodzeniem 1 lutego 1952, kiedy to bp Adamski powołał do istnienia kurację Królowej Apostołów, której pierwszym kuratusem został o. Joachimczyk.
Obecnie, w parafii liczącej 4 000 wiernych, pracują siostry Urszulanki i Boromeuszki, a przy kościele działa wiele grup parafialnych, a także prowadzi się duszpasterstwo głuchoniemych.

## Kościół parafialny
Szybko wzrastające potrzeby, a także powiększająca się liczba wiernych, wpłynęła na decyzję o budowie kościoła. Pozwolenie Wojewódzkiego Urzędu do spraw Wyznań w Katowicach, a także zgoda prezydenta miasta Rybnika umożliwiła początek budowy świątyni według projektu mgr inż. R. Fojcika. W pracach brali udział parafianie, klerycy i nowicjusze zgromadzenia, ówczesny administrator o. J. Bajer, oraz rybniccy architekci pod kierownictwem mgra inż. P. Mireckiego. 14 października 1979 został wmurowany kamień węgielny przez abp. Nowej Gwinei Leo Arkfelda. Ukoronowaniem zaś całości prac było poświęcenie gotowej już świątyni przez katowickiego sufragana Józefa Kurpasa 23 maja 1982. Niedługo potem, bo 5 grudnia 1984, bp Herbert Bednorz dekretem potwierdził fakt istnienia parafii przy kościele pod wezwaniem Królowej Apostołów.

## Proboszczowie
Źródło: strona internetowa parafii
- o. Antoni Joachimczyk, kuratus (1952–1964)
- o. Józef Arlik, administrator (1964–1969)
- o. Stanisław Zalejski, administrator (1969–1978)
- o. Józef Bajer (1978–1986)
- o. Alojzy Dłużniewski (1986–1989)
- o. Rufin Halszka (1989–1998)
- o. Józef Bzik (1998–2007)
- o. Konrad Duk (2007–2013)
- o. Jan Pilek (2013–2019)
- o. Marek Adamczyk (od 2019)

## Grupy parafialne
Na terenie parafii działa kilka grup parafialnych:
- Ministranci,
- Dzieci Maryi,
- Schola parafialna,
- Grupa Miłosierdzia,
- Rodzina Radia Maryja,
- Grupa seniorów,
- Róże Różańcowe,
- Chór „Regina Apostolorum”,
- Grupa Mężczyzn Świętego Józefa.